# Mehmood
Mehmood, pseudonimo di Mehmood Ali (Bombay, 29 settembre 1932 – Dunmore, 23 luglio 2004), è stato un attore, regista e produttore cinematografico indiano.
Ha all'attivo 244 film da attore, interpretati tra il 1942 ed il 1998, otto film da regista, cinque da produttore e tre da sceneggiatore. Inoltre è stato attivo come autore di colonne sonore e cantante.

## Filmografia

### Attore
Lista parziale:

- Sete eterna, regia di Guru Dutt (1957)
- Sasural, regia di T. Prakash Rao (1961)
- Rakhi, regia di A. Bhimsingh (1962)
- Dil Tera Deewana, regia di B.R Panthulu (1962)
- Ghar Basake Dekho, regia di Kishore Sahu (1963)
- Gumnaam, regia di Raja Nawathe (1965)
- Pyar Kiye Jaa, regia di C. V. Sridhar (1966)
- Sadhu Aur Shaitaan, regia di A. Bhimsingh (1968)
- Waris, regia di Ramanna (1969)
- Humjoli, regia di T. R. Ramanna (1970)
- Main Sunder Hoon, regia di Krishnan-Panju (1971)
- Paras, regia di C.P Dixit (1971)
- Bombay to Goa, regia di Mehmood & S. Ramanathan (1972)
- Do Phool, regia di S. Ramanathan (1973)
- Kunwara Baap, regia di Mehmood (1974)
- Vardaan, regia di Arun Bhatt (1975)
- Qaid, regia di Atma Ram (1975)
- Sabse Bada Rupaiya, regia di S. Ramanathan (1976)
- Nauker, regia di Ismail Memon (1979)
- Khud-Daar, regia di Ravi Tandon (1982)

### Regista
- Bhoot Bungla (1965)
- Bombay to Goa (1972)
- Kunwara Baap (1974)
- Ginny Aur Johnny (1976)
- Do Dilwale (1977)
- Ek Baap Chhe Bete (1978)
- Janta Hawaldar (1979)
- Dushman Duniya Ka (1996)

### Produttore
- Padosan (come Mahmood Ali) (1968)
- Spy in Rome (assistente) (1968)
- Bombay to Goa (1972)
- Do Phool (1974)
- Sabse Bada Rupaiya (1976)

## Premi e riconoscimenti
- Filmfare Awards
  - 1963: "Best Supporting Actor"
  - 1967: "Best Comedian/Comedienne"
  - 1970: "Best Comic Actor"
  - 1972: "Best Comic Actor"
  - 1975: "Best Comic Actor"